# Flaviana Matata
Flaviana Matata (9 de junio de 1987) es una modelo tanzana. Es un de las top siete modelos con más ganancias en África según 2013 Forbes Africa. En 2017 fue mencionada por okay.com como una de las Top 100 Mujeres en África.

## Vida y carrera
Fue criada por su padre ya que su padre murió en el hundimiento del  MV Bukoba en 1996. Completó un curso de Ingeniería eléctrica.
Flaviana fue descubierta por Russell Simmons y firmó con la agencia NEXT. 
Matata ganó la primera edición Miss Tanzania en 2007 y representó a su país en Miss Universo 2007, siendo posicionada entre las Top 15 semifinalistas y acabó en sexto puesto. Fue la primera concursante de Tanzania en la historia de Miss Universo y la primera con la cabeza rapada.
Desde entonces, Flaviana ha modelado para Mustafa Hassanali, Vivienne Westwood, Tory Burch, Suno, Macy y Louise Gray  .Tommy Hilfiger, Jason Wu, Rachel Roy, Charlotte Ronson, Charlotte Ronson, Holly Fulton, Sally LaPointe, Alice Ritter, Todd Lynn y ha figurado en un tributo de Alexander McQueen.
Ha aparecido en campañas de Diesel, Sherri Hill, Top Shop, Cool Cotton, Clarins, Aerie, entre otros.
Flaviana figuró en las revistas Marie Claire, French Revue De Modes, Essence, Nylon, Arise Magazine, FA Japan, the Hunger editorial, The Vision – China, Grazia Italia y Reino Unido, Elle, Schon, y ha figurado en las revistas Dazed & Confused, Glass Magazine, L'Officiel y i-D Magazine.
Flaviana es una de las top 10 Modelos Negras por Essence y de la revista Models y Moguls.

## Premios y nominaciones
| Año  | Evento                           | Premio                           | Trabajo        | Resultado |
| ---- | -------------------------------- | -------------------------------- | -------------- | --------- |
| 2011 | Arise Fashion Magazine Awards    | Modelo del Año                   | Ella misma     | Ganadora  |
| 2012 | Nigeria Next Super Model Awards  | Modelo del Año más Sobeesalienre | Ella Misma     | Ganadora  |
| 2012 | Africa Diaspora Awards           | Rostro de África                 | Ella misma     | Ganadora  |
| 2013 | Swahili Fashion Week Awards      | Humanitaria del Año              | Ella misma     | Ganadora  |
| 2016 | Clouds Fm Malkia Wa Nguvu Awards | Arte y Cultura                   | Productos Lavy | Ganadora  |
| 2018 | Global Women Gala                | Mujer Más Inspiradora            | Ella misma     | Ganadora  |